# Glynn Saulters
Grady Glynn Saulters Jr., (nacido el 10 de febrero de 1945 en Minden, Luisiana), es un exjugador de baloncesto estadounidense. Con 1.88 de estatura, su puesto natural en la cancha era el de base. Fue  campeón olímpico con Estados Unidos en los Juegos Olímpicos de México de 1968.